# The Feminists
The Feminists (en español, 'Las Feministas'), también conocido como Feminists: A Political Organization to Annihilate Sex Roles (en español, 'Las Feministas: Organización Política para la Aniquilación de los Roles Sexuales'), fue un grupo feminista radical de la segunda ola activo en la ciudad de Nueva York de 1968 a 1973.

## Historia
El grupo fue fundado en 1968 como una escisión de la sección neoyorquina de la Organización Nacional de Mujeres (NOW, por sus siglas en inglés) por miembros que sentían que NOW no era lo suficientemente radical. Originalmente se llamó October 17th Movement (en español, «Movimiento 17 de Octubre») por la fecha de su fundación, pero cambió pronto su nombre por The Feminists. Ti-Grace Atkinson fue la figura central y líder informal del grupo hasta que lo dejó en 1971. Otros miembros prominentes fueron Anne Koedt (quien abandonó el grupo en 1969 para fundar New York Radical Feminists junto con Shulamith Firestone), Lila Karp, Barbara Mehrhof, Pamela Kearon, Sheila Cronan y Sheila Michaels.
Tal vez la acción más conocida por The Feminists fue en septiembre de 1969, cuando las miembros protestaron contra la Oficina de Licencias de Matrimonio de la ciudad de Nueva York, distribuyendo panfletos en protesta por el contrato matrimonial:

«Todas las prácticas discriminatorias contra las mujeres están modeladas y racionalizadas por esta práctica similar a la esclavitud. No podemos destruir las desigualdades entre hombres y mujeres hasta que destruyamos el matrimonio».

## Ideología
Según Germaine Greer en La mujer eunuco (1970), The Feminists promovió no tener líderes en la sociedad, «han caracterizado a los hombres como el enemigo», describieron al «Amor» como «la respuesta de la víctima frente al violador», y creían que «la relación matrimonial de propiedad» y «el embarazo uterino» ya no prevalecerían.
The Feminists sostenía que las mujeres estaban oprimidas por su internalización de los roles sexuales patriarcales y, por lo tanto, sufrían de una especie de falsa conciencia. Para liberarse de esos roles opresivos, The Feminists sostuvo que el movimiento feminista debe ser completamente autónomo de los hombres y finalmente llegó a sostener que las mujeres también deberían estar libres de los hombres en sus vidas personales. El grupo se oponía firmemente a la revolución sexual, sosteniendo que era simplemente una forma para que los hombres tuvieran un acceso más fácil a los cuerpos de las mujeres. Ti-Grace Atkinson fue una de las primeras feministas radicales en ser específicamente crítica con la pornografía.
Al principio abogaron por que las mujeres practicaran el celibato y luego llegaron a abogar por el lesbianismo político. Las ideas separatistas de The Feminists se reflejaron en su cuota de membresía, restringiendo a las mujeres que vivían con hombres a un tercio de sus miembros y excluyendo a las mujeres casadas por completo en 1971. Después de la partida de Atkinson, The Feminists se movió en la dirección de defender el «matriarcado» y desarrollar una «religión de la mujer», ideas que más tarde se conocieron como feminismo cultural.
Aunque The Feminists se disolvió en 1973, jugó un papel importante en el desarrollo del feminismo cultural, el feminismo separatista y el feminismo anti-pornografía (Barbara Mehrhof se convirtió más tarde en organizadora de Women Against Pornography), tendencias que fueron predominantes en el feminismo radical a finales de la década de 1970.